# Paryż-Bourges
Paryż-Bourges – kolarski wyścig jednodniowy rozgrywany we Francji od 1913. Początkowo trasa prowadziła z Paryża do Bourges. Jednak na skutek skrócenia trasy, od 1996 wyścig ma swój start w miejscowości Gien. Od 2005 należy do cyklu UCI Europe Tour i posiada kategorię 1.1.

## Zwycięzcy
Opracowano na podstawie:
| Rok                      | Pierwsze                 | Drugie                    | Trzecie                   |          |
| ------------------------ | ------------------------ | ------------------------- | ------------------------- | -------- |
| 1913                     | René Pichon              | Guillaume Bonnet          | Charles Juseret           |          |
| 1914-1916 nie rozgrywano |                          |                           |                           |          |
| 1917                     | Charles Juseret          | Hubert Noel               | Eugène Platteau           |          |
| 1918-1921 nie rozgrywano |                          |                           |                           |          |
| 1922                     | Marcel Godard            | Jean Hillarion            | Omer Beaugendre           |          |
| 1923                     | Jean Brunier             | Charles Juseret           | Georges Detreille         |          |
| 1924                     | Marcel Bidot             | Marcel Gobillot           | Paul Lesault              |          |
| 1925                     | Gaston Deschamps         | Hector Denis              | Robert Souderès           |          |
| 1926-1927 nie rozgrywano |                          |                           |                           |          |
| 1928                     | Fernand Bruynooghe       | André Sauvage             | René Wetzel               |          |
| 1929                     | Théodore Ladron          | André Dumont              | Léon Le Calvez            |          |
| 1930-1931 nie rozgrywano |                          |                           |                           |          |
| 1932                     | Narcisse Mattuizi        | Raymond Prod'homme        | Riccardo Rodighiero       |          |
| 1933                     | Robert Petit             | Albert Carapezzi          | Louis Thiétard            |          |
| 1934-1946 nie rozgrywano |                          |                           |                           |          |
| 1947                     | Albert Bourlon           | Georges Barré             | François Person           |          |
| 1948                     | Marcel Dussault          | Maurice Hougron           | Gino Sciardis             |          |
| 1949                     | Marcel Dussault          | Nello Sforacchi           | Jacques Marinelli         |          |
| 1950                     | Amand Audaire            | Galliano Pividori         | Marius Bonnet             |          |
| 1951                     | Jean-Marie Goasmat       | Jacques Marinelli         | Pierre Mancisidor         |          |
| 1952                     | Stanislas Bober          | André Brulé               | Amand Audaire             |          |
| 1953                     | Robert Varnajo           | André Darrigade           | Pierre Molinéris          |          |
| 1954                     | Jean Stablinski          | Norbert Esnault           | Gilbert Loof              |          |
| 1955                     | Jean-Marie Cieleska      | Fernand Picot             | Gilbert Bauvin            |          |
| 1956                     | Joseph Morvan            | Maurice Pèle              | André Dupré               |          |
| 1957                     | Raymond Guégan           | Michel Sallé              | Seamus Elliott            |          |
| 1958-1970 nie rozgrywano |                          |                           |                           |          |
| 1971                     | Walter Ricci             | Guy Santy                 | Francis Ducreux           |          |
| 1972                     | Cyrille Guimard          | Jean-Pierre Danguillaume  | José Catieau              |          |
| 1973                     | Roland Berland           | Yves Hézard               | Jean-Pierre Genet         |          |
| 1974                     | Barry Hoban              | Régis Ovion               | Charles Rouxel            |          |
| 1975                     | Jean-Pierre Danguillaume | Bernard Hinault           | Raymond Poulidor          |          |
| 1976                     | Jean-Luc Molinéris       | Raymond Martin            | André Gevers              |          |
| 1977                     | Régis Delépine           | Pierre-Raymond Villemiane | Patrick Perret            |          |
| 1978                     | Régis Ovion              | Joop Zoetemelk            | Patrick Friou             |          |
| 1979                     | Jean-René Bernaudeau     | Régis Ovion               | René Bittinger            |          |
| 1980                     | Yves Hézard              | Gilbert Duclos-Lassalle   | Phil Anderson             |          |
| 1981                     | Francis Castaing         | Didier Vanoverschelde     | Marc Madiot               |          |
| 1982                     | Didier Vanoverschelde    | Jean-François Chaurin     | Pierre-Raymond Villemiane |          |
| 1983                     | Stephen Roche            | Marc Madiot               | Phil Anderson             |          |
| 1984                     | Sean Kelly               | Francis Castaing          | Laurent Biondi            |          |
| 1985                     | Niki Rüttimann           | Gilbert Duclos-Lassalle   | Éric Caritoux             |          |
| 1986                     | Dominique Lecrocq        | Sean Kelly                | Francis Castaing          |          |
| 1987                     | Kim Andersen             | Jean-Marc Manfrin         | Régis Simon               |          |
| 1988                     | Patrice Esnault          | Charly Mottet             | Jean-Claude Colotti       |          |
| 1989 nie rozgrywano      |                          |                           |                           |          |
| 1990                     | Laurent Jalabert         | Steffen Wesemann          | Dan Radtke                |          |
| 1991                     | Andrei Tchmil            | Marek Kulas               | Tom Desmet                |          |
| 1992                     | Wilfried Nelissen        | Bruno Cornillet           | Peter Van Petegem         |          |
| 1993                     | Bruno Cornillet          | Herman Frison             | Laurent Desbiens          |          |
| 1994                     | Lars Michaelsen          | Peter Meinert Nielsen     | Edwig Van Hooydonck       |          |
| 1995                     | Daniele Nardello         | Lars Michaelsen           | Jean-Pierre Heynderickx   |          |
| 1996                     | Tristan Hoffman          | Pascal Chanteur           | Gérard Rué                |          |
| 1997                     | Laurent Roux             | Peter Van Petegem         | Ludo Dierckxsens          |          |
| 1998                     | Ludo Dierckxsens         | Laurent Brochard          | Maarten den Bakker        |          |
| 1999                     | Daniele Nardello         | Andrei Tchmil             | Laurent Brochard          |          |
| 2000                     | Laurent Brochard         | Chris Peers               | Bo Hamburger              |          |
| 2001                     | Florent Brard            | Nico Mattan               | Scott Sunderland          |          |
| 2002                     | Allan Johansen           | Geert Van Bondt           | Charles Guilbert          |          |
| 2003                     | Jens Voigt               | Florent Brard             | Nicolas Fritsch           |          |
| 2004                     | Jérôme Pineau            | Martin Elmiger            | Davide Rebellin           |          |
| 2005                     | Lars Bak                 | Benoît Vaugrenard         | Grégory Rast              |          |
| 2006                     | Thomas Voeckler          | Alaksandr Usau            | Stuart O’Grady            |          |
| 2007                     | Romain Feillu            | Aurélien Clerc            | Alaksandr Usau            |          |
| 2008                     | Bernhard Eisel           | Cédric Pineau             | Anthony Charteau          |          |
| 2009                     | André Greipel            | Juan José Haedo           | Alaksandr Usau            |          |
| 2010                     | Anthony Ravard           | Romain Feillu             | Matti Breschel            |          |
| 2011                     | Mathew Hayman            | Baden Cooke               | Greg Henderson            |          |
| 2012                     | Florian Vachon           | Nacer Bouhanni            | John Degenkolb            |          |
| 2013                     | John Degenkolb           | Arnaud Démare             | Samuel Dumoulin           |          |
| 2014                     | John Degenkolb           | Jauhienij Hutarowicz      | Giacomo Nizzolo           |          |
| 2015                     | Sam Bennett              | Nacer Bouhanni            | Giacomo Nizzolo           |          |
| 2016                     | Sam Bennett              | Aleksandr Porsiew         | Rudy Barbier              |          |
| 2017                     | Rudy Barbier             | Marc Sarreau              | Jérémy Lecroq             |          |
| 2018                     | Valentin Madouas         | Bryan Coquard             | Christophe Laporte        |          |
| 2019                     | Marc Sarreau             | Tom Van Asbroeck          | Amaury Capiot             |          |
| 2020 nie rozgrywano      |                          |                           |                           |          |
| 2021                     | Jordi Meeus              | Arnaud Démare             | Niccolò Bonifazio         |          |
| 2022                     | Jasper Philipsen         | Arnaud Démare             | Bryan Coquard             |          |
| 2023                     | Arnaud Démare            | Arnaud De Lie             | Jordi Meeus               |          |
| 2024                     | odwołany                 | odwołany                  | odwołany                  | odwołany |
| 2025                     | odwołany                 | odwołany                  | odwołany                  | odwołany |